# Brevipalpus potentillae
Brevipalpus potentillae är en spindeldjursart som beskrevs av Baker och James P. Tuttle 1964. Brevipalpus potentillae ingår i släktet Brevipalpus och familjen Tenuipalpidae. Inga underarter finns listade.